# Le Phare - Grand Chambéry
Pour les articles homonymes, voir Le Phare.
Le Phare - Grand Chambéry est une grande salle pluri-fonctionnelle du Grand Chambéry. Elle accueille des concerts, des spectacles et des manifestations économiques et sportives, en particulier le handball à travers son club résident le Chambéry Savoie Mont-Blanc Handball.

## Description
Le Phare est situé au Parc des expositions de Chambéry. Il comprend :
- une grande salle pluri-fonctionnelle de 4 500 mètres carrés avec une capacité maximale de 5 795 places assises en configuration sportive et qui peut accueillir jusqu'à 6 200 personnes en configuration concert assis debout.
- une salle secondaire à vocation économique et sportive de 1 100 mètres carrés et d'une capacité de 1 296 places.
- des espaces de réception (salons, halls d'accueil, salle de presse, salles de sous-commission).
- des locaux annexes et techniques (loges artistes, bureaux organisateurs, espace traiteur, vestiaires, salle de musculation et de balnéothérapie, billetterie, espaces de stockage, etc.).

L'architecture a été confiée au cabinet Patriarche & Co sous la direction de Jean-Loup Patriarche et Bernard Maillet au Bourget-du-Lac.

## Historique
- Septembre 2001 : la construction et la gestion d'un équipement plurifonctionnel sont définies d'intérêt communautaire par les élus de Chambéry métropole
- 2004 : concours d'architecture
- 16 février 2007 : Pose de la première pierre du Phare
- Décembre 2007 :  le Conseil Communautaire choisit VEGA comme Délégataire de Service Public pour gérer Le Phare
- 15 décembre 2008 : fin des travaux et livraison au délégataire, la SNC le Phare, groupe VEGA.
- 30 janvier 2009 : Inauguration officielle
- 31 janvier 2009 : Portes ouvertes
- 11 février 2009 : Première manifestation programmée au Phare (match de handball D1: Chambéry - Nîmes).
- 9 juin 2017 : Inauguration de l'Esplanade Grégory Lemarchal [1]

## Principaux concerts festivals et spectacles
2009 :
- Julien Doré (6 mars 2009)
- Celtic Legends (27 mars 2009)
- Manu Chao (7 septembre 2009)
- Les Talents France Bleu (23 octobre 2009)
- Âge tendre, la tournée des idoles (14 novembre 2009)
- Tryo (27 novembre 2009)
- Gad Elmaleh (28 novembre 2009)
- Deep Purple[2] (7 décembre 2009)
- RFM Party 80 (12 décembre 2009)
- Indochine (13 décembre 2009)

2010 :
- Jacques Dutronc (6 février 2010)
- Pascal Obispo (6 mars 2010)
- -M- (10 mars 2010)
- Florence Foresti (8 avril 2010)
- Roberto Alagna (17 avril 2010)
- Marc Lavoine (26 mai 2010)
- Charlie Winston (24 septembre 2010)
- Kool & The Gang & Chic (9 octobre 2010)
- Christophe Maé avec Shy'm en première partie (15 octobre 2010)
- Joe Cocker (20 octobre 2010)
- Laurent Gerra (22 octobre 2010)
- Âge tendre, la tournée des idoles (23 octobre 2010)
- RFM Party 80 (12 novembre 2010)
- IAM (27 novembre 2010)
- Celtic Legends (2 décembre 2010)
- Lord of the Dance (9 décembre 2010)

2011 :
- Florence Foresti (21 janvier 2011)
- Bernard Lavilliers (18 mars 2011)
- Michel Sardou (29 mars 2011)
- Yannick Noah (9 avril 2011)
- Jamel Debbouze (14 avril 2011)
- Eddy Mitchell (15 avril 2011)
- Jean-Louis Aubert (17 juin 2011)
- Michaël Gregorio (11 octobre 2011 et 22 novembre 2011)
- Grégoire (13 octobre 2011)
- La Tournée des Années 90 - Génération Dance Machine (28 octobre 2011)
- Charles Aznavour (5 novembre 2011)
- RFM Party 80 (25 novembre 2011)
- Âge tendre, la tournée des idoles (26 novembre 2011)
- Abba Mania (13 décembre 2011)

2012 :
- Julien Clerc (8 mars 2012)
- Nicolas Canteloup (10 mars 2012)
- Scorpions (2 avril 2012)
- Élie Semoun (12 mai 2012)
- Tryo (25 octobre 2012)
- Véronic DiCaire (14 novembre 2012)
- RFM Party 80 (16 novembre 2012)
- Âge tendre, la tournée des idoles (22 novembre 2012)
- Laurent Gerra (5 décembre 2012)
- M. Pokora (12 décembre 2012)

2013 :
- Michel Sardou (22 février 2013)
- Les Chœurs de l'Armée rouge (19 mars 2013)
- The Australian Pink Floyd Show (23 mars 2013)
- Marc Lavoine (9 avril 2013)
- Sexion d'assaut (20 avril 2013)
- Matthieu Chedid (30 mai 2013)
- The Voice : La Plus Belle Voix Tour 2013 (18 juin 2013)
- Patricia Kaas (4 octobre 2013)
- Âge tendre, la tournée des idoles (15 novembre 2013)
- Patrick Bruel (22 novembre 2013)
- Stars 80 (13 décembre 2013)

2014 :
- Serge Lama (27 février 2014)
- Bernard Lavilliers (28 février 2014)
- Laurent Gerra (3 avril 2014)
- Tal (25 juin 2014)
- Franck Dubosc (12 décembre 2014)
- Kev Adams (23 décembre 2014)

2015 :
- Black M (27 février 2015)
- Pharaonic electronic music festival (6 mars 2015)
- Stars 80 (7 mars 2015)
- Florent Pagny (24 mars 2015)
- Véronique Sanson (2 avril 2015)
- Shaka Ponk (9 avril 2015)
- Messmer (19 juin 2015)
- Norman (20 juin 2015)
- Alain Souchon & Laurent Voulzy (10 octobre 2015)